# 沙琪玛

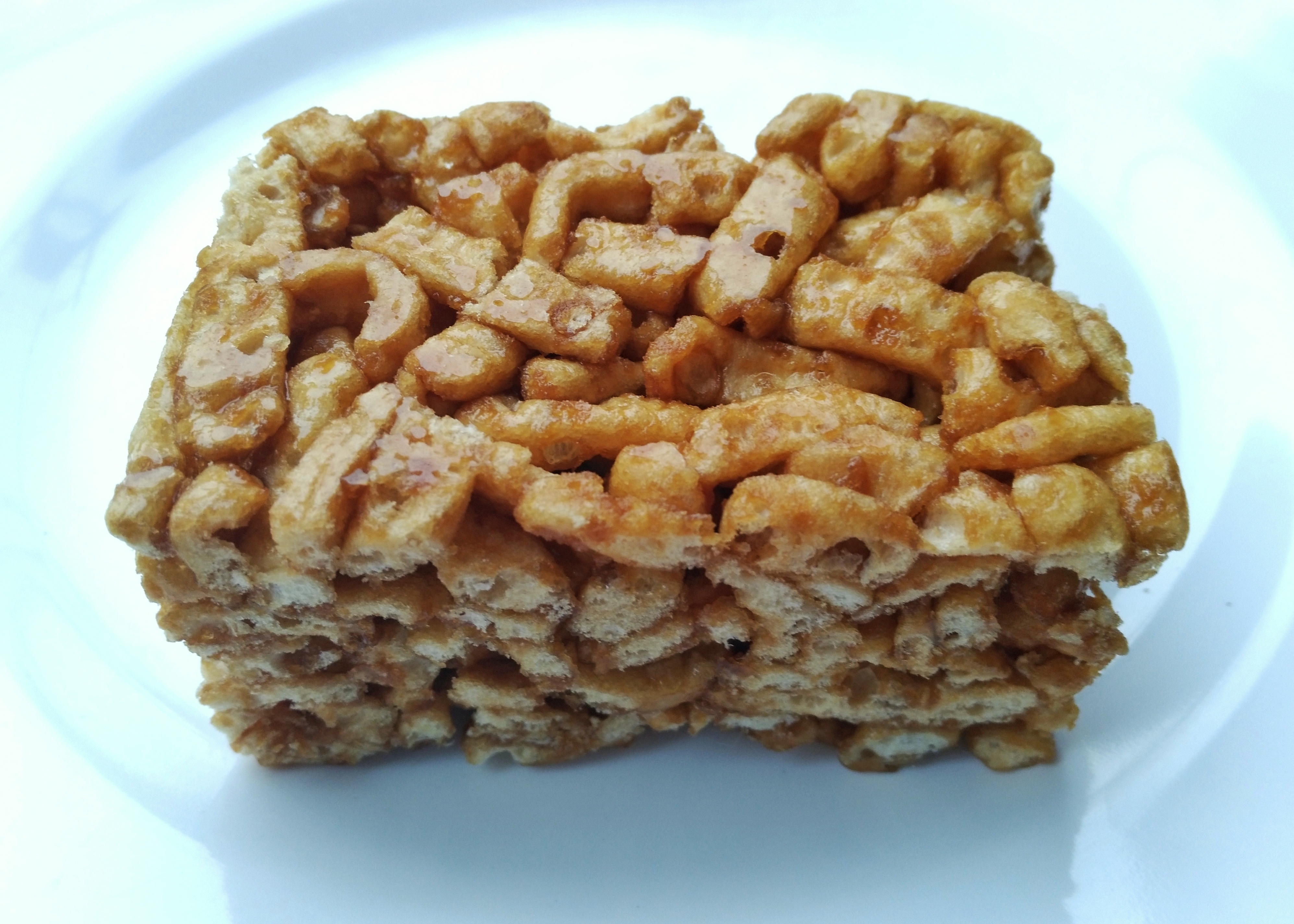
沙其馬

沙琪玛（穆麟德轉寫：sacima，也作「沙其瑪」、「沙琪瑪」等，在香港也稱馬仔或瑪仔），是一種以麵粉加雞蛋為主要原料的方形甜味糕点，色澤金黃，口感綿甜鬆軟，味道香濃。

## 命名
坊間流傳著很多有關「薩其馬」由來的傳說，一说「薩其馬」是滿語音譯，滿語裡「薩其」是「sacimbi」（ᠰᠠᠴᡳᠮᠪᡳ）、「馬」是「maribumbi」（ᠮᠠᡵᡳᠪᡠᠮᠪᡳ）的縮音，前者有「切」的意思，因為「薩其馬」屬於一種「切糕」，再加上後者「碼」的工序，即「切成方塊，然後碼起來」。
此詞最早見於清朝乾隆年間傅恒等編的《御製增訂清文鑒》，汉译为“糖纏”（卷二十七，第46頁）。在滿文字典中，薩其馬是由胡麻及砂糖製成的一種砂糖果子（漢語稱為金絲糕）。由於當時找不到漢語代稱，便直接將滿語音譯，所以亦會出現「沙其馬」、「賽其馬」等等不同的稱呼。

## 起源
薩其馬源于滿族，在清軍入關後，沙其馬在北京開始流行，随后传遍全中国。在清代，沙其馬在北京是重要的小吃，除用于僧道祭祀外，还是關外三陵祭祀的祭品之一。当年北新桥的泰华斋饽饽铺的沙其馬奶油味最重，它北邻皇家寺庙雍和宫，那里的喇嘛僧众是泰华斋的第一主顾，作为佛前之供，用量很大。

## 製程

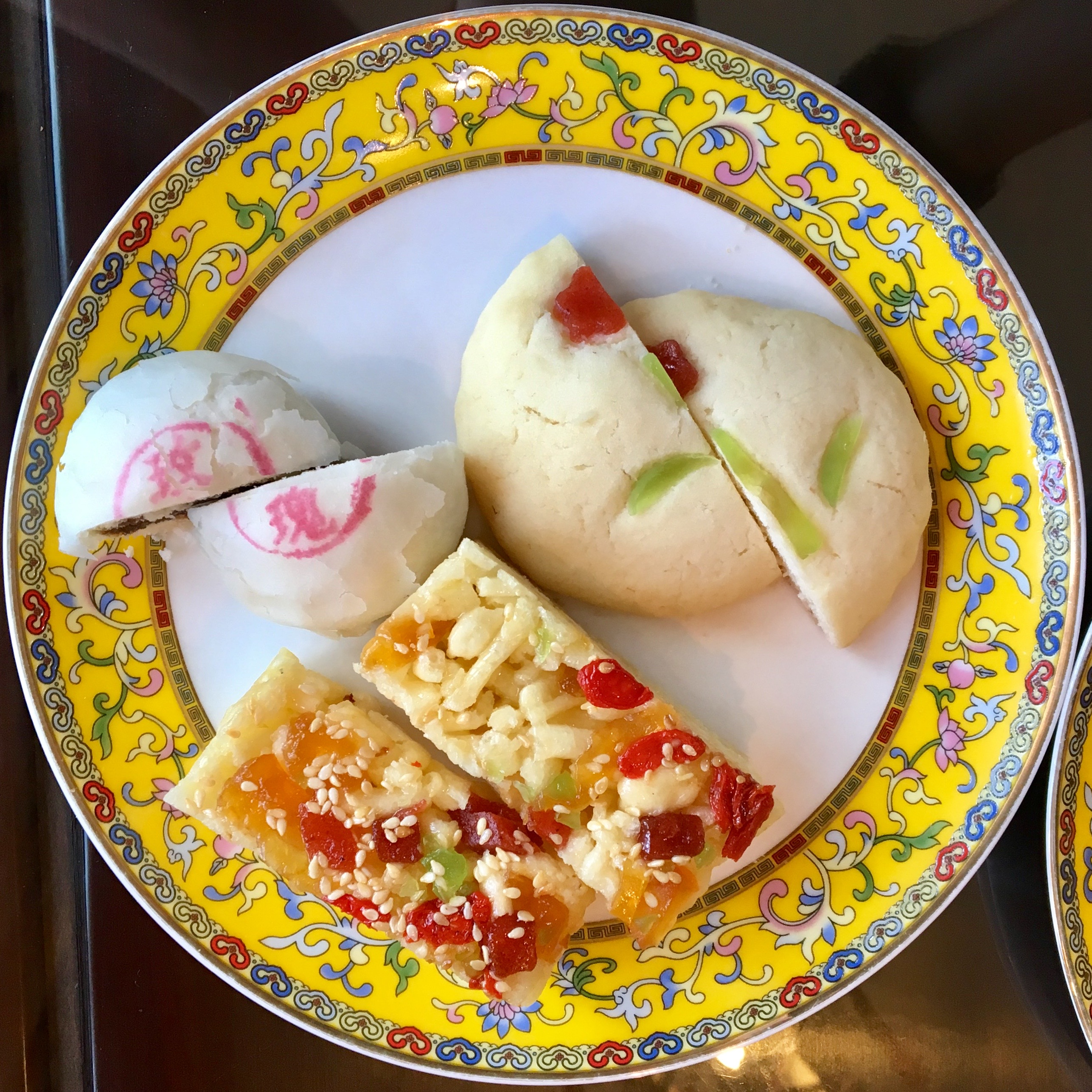
圖中下方為傳統方法製作的薩其馬，即「狗奶子糖蘸」

最初用野生枸杞作薩其馬的果料。清軍入關以後，逐漸被葡萄乾、芝麻、山楂糕、青梅、瓜子仁、棗等其他干果所取代，而枸杞也鮮為人知了。王世襄先生說，“據元白尊兄（啟功教授）見教：《清文鑒》有此名物，釋為「狗奶子糖蘸」（狗奶子即枸杞）。
舊時薩其馬由冰糖、奶油、白麵粉等製作成。而後改以雞蛋、油脂和麵粉，細切後油炸，再用飴糖、蜂蜜攪拌沁透，故曰「糖蘸」。現代的薩其馬由雞蛋加入麵粉製成麵條狀後油炸，再由白糖、蜂蜜、奶油等製成糖漿後與炸好的麵條混合，待乾而成切小块，以便售卖和食用。
中华人民共和国于2008年出台了沙琪玛的国家标准，对沙琪玛的工艺进行了规定，于2009年实施。
為降低成本，部分商人曾用硼砂作为沙琪玛的添加剂。